# Tabanus semiargenteus
Tabanus semiargenteus är en tvåvingeart som beskrevs av Olsufjev 1937. Tabanus semiargenteus ingår i släktet Tabanus och familjen bromsar. Inga underarter finns listade i Catalogue of Life.